# Trichosanthes hosokawae
Trichosanthes hosokawae är en gurkväxtart som beskrevs av Francis Raymond Fosberg. Trichosanthes hosokawae ingår i släktet Trichosanthes och familjen gurkväxter. Inga underarter finns listade i Catalogue of Life.